# Philippe Bono
Philippe Bono (Parigi, 26 dicembre 1909 – Le Vésinet, 20 gennaio 1986) è stato un ciclista su strada francese.

## Carriera
Bono divenne campione di Francia nella corsa su strada amatoriale nel 1932, dopo essere stato campione in precedenza negli juniores. Nello stesso anno vince alcune delle più importanti gare amatoriali, come la Parigi-Chauny. Vinse il Grand Prix Plouay Bretagne Classic Ouest-France davanti a Paul Le Drogo. Vinse quest'ultima corsa come indipendente, una vittoria che ripeté un anno dopo. Questa volta vinse davanti a Raymond Louviot. Negli anni successivi, fino al 1936, riuscì a vincere gare come Le Havre-Rouen e Troyes-Parigi nella categoria professionisti. 

## Palmarès

### Strada
- 1932

Bretagne Classic Ouest-France
Parigi-Chauny
- 1933
- Bretagne Classic Ouest-France

## Piazzamenti

### Grandi Giri
- Tour de France

1928: ritirato